# Lysiosquillina maculata
Lysiosquillina maculata är en kräftdjursart som först beskrevs av J. C. Fabricius 1793.  Lysiosquillina maculata ingår i släktet Lysiosquillina och familjen Lysiosquillidae. Inga underarter finns listade i Catalogue of Life.

## Bildgalleri

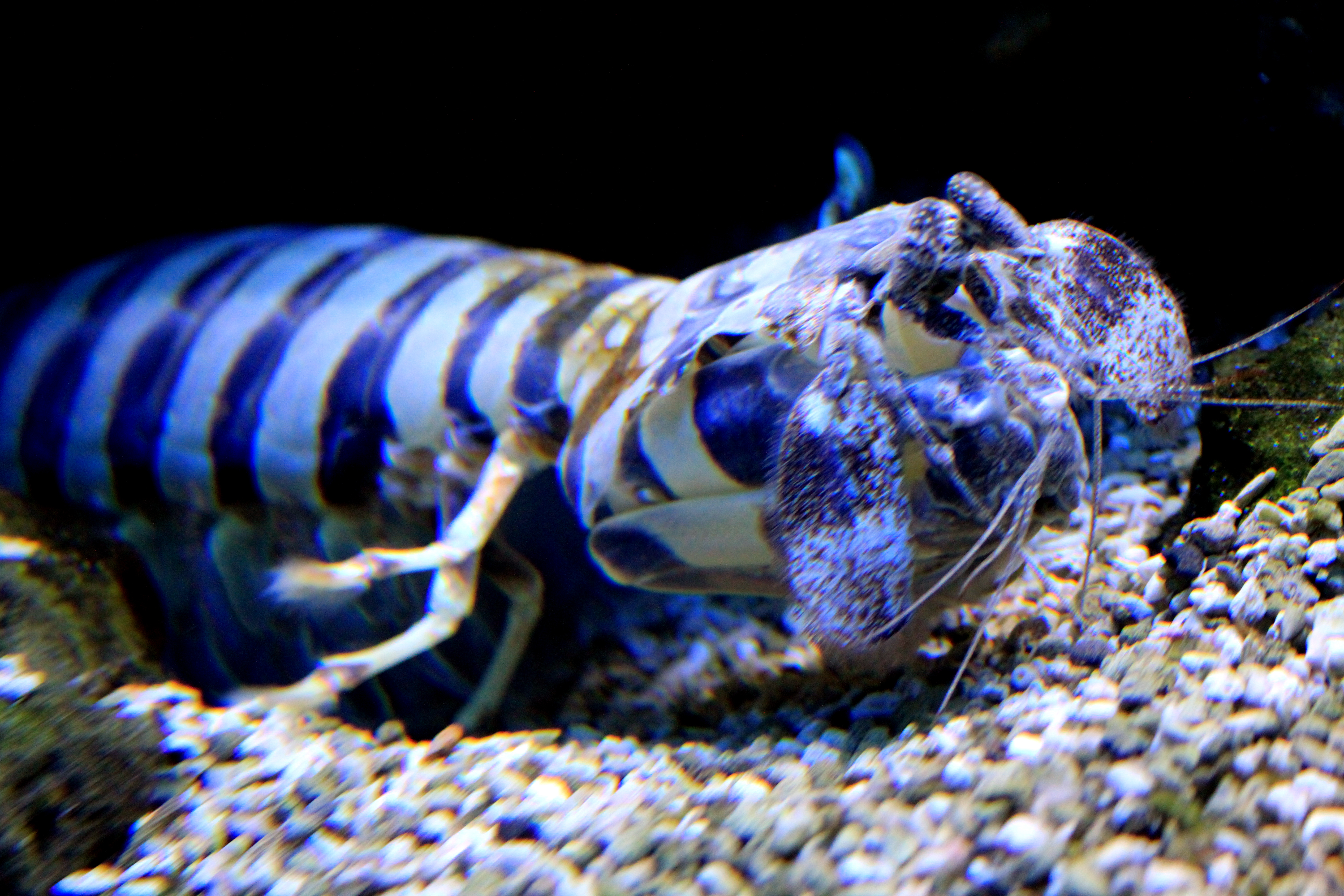